# 11675 Billboyle
11675 Billboyle (1998 CP2) là một tiểu hành tinh vành đai chính được phát hiện ngày 15 tháng 2 năm 1998 bởi P. Antonini ở Bedoin.